# Bad Bunny
Бенито Антонио Мартинез Окасио (шп. Benito Antonio Martínez Ocasio), познатији под својим уметничким именом Bad Bunny (досл. Лош Зека) порторикански је латино треп и регетон певач и композитор. Током интервјуа, певач је изјавио да пева од 2008. године.

## Дискографија

### Синглови

#### Као главни извођач
| (ft. Фаруко, Осуна, Аркангел, Њенго Флоу, Ди-џеј Лујан и Мамбо Кингс)                                  | 2016 | —  | —  | —  | —  | 85 | - PROMUSICAE: Gold        | Non-album singles |
| (ft. Келмит и Дарел)                                                                                   | 2016 | —  | —  | —  | —  | —  |                           | Non-album singles |
| (ft. Аркангел, Ди-џеј Лујан и Мамбо Кингс)                                                             | 2016 | —  | 20 | —  | —  | —  |                           | Non-album singles |
| (ft. Ди-џеј Лујан и ЕЗ ел Есета, Бени Бени, Олмајти, I-Octane и Јомо)                                  | 2016 | —  | —  | —  | —  | —  |                           | Non-album singles |
| | 2016 | —  | 19 | —  | —  | 48 | - PROMUSICAE: Platinum    | Non-album singles |
| (ft. Брајант Мајерс, Револ, Сајон и Де Ла Гето)                                                        | 2016 | —  | —  | —  | —  | —  |                           | Non-album singles |
| (ft. Брајант Мајерс)                                                                                   | 2016 | —  | —  | —  | —  | —  |                           | Non-album singles |
| (ft. Марк Би и Поета Каљехеро)                                                                         | 2017 | —  | —  | —  | —  | —  | - RIAA: Platinum (Latin)  | Non-album singles |
| (ft. Јори Бој)                                                                                         | 2017 | —  | 27 | —  | —  | —  | - RIAA: Platinum (Latin)  | Non-album singles |
| (ft. Пепе Квинтана, Лери Овер, Фаруко, Аркангел и Темпо)                                               | 2017 | —  | —  | —  | —  | —  |                           | Non-album singles |
| (ft. Сиксто Реин, Лери Овер, Ел Есета)                                                                 | 2017 | —  | —  | —  | —  | —  |                           | Non-album singles |
| (ft. Ди-џеј Лујан и Мамбо Кингс, Аркангел, Олмајти, Брајант Мајерс, Бејби Раста, Норијел и Бринтијаго) | 2017 | —  | —  | —  | —  | —  |                           | Non-album singles |
| (ft. Ануел АА)                                                                                         | 2017 | —  | 34 | —  | —  | 74 |                           | Non-album singles |
| (ft. Брајант Мајерс)                                                                                   | 2017 | —  | —  | —  | —  | —  | - RIAA: Gold (Latin)      | Non-album singles |
| (ft. Фаруко, Ди-џеј Лујан и Мамбо Кингс)                                                               | 2017 | —  | 48 | —  | —  | —  |                           | Non-album singles |
| (ft. Бринтијаго)                                                                                       | 2017 | —  | —  | —  | —  | 82 |                           | Non-album singles |
| [ 25 ]                                                                                                 | 2017 | —  | 38 | —  | —  | 31 | - PROMUSICAE: Platinum    | Non-album singles |
| (ft. Rvssian, Фаруко, Ники Џем и Кинг Коса)                                                            | 2017 | —  | —  | —  | —  | —  |                           | Non-album singles |
| (ft. Деди Јенки)                                                                                       | 2017 | —  | 11 | —  | 58 | 17 | - PROMUSICAE: Gold        | Non-album singles |
| (ft. Принс Ројс, Џеј Болвин, Мамбо Кингс и Ди-џеј Лујан)                                               | 2017 | —  | 8  | —  | 12 | 1  | - PROMUSICAE: 2× Platinum | Non-album singles |
| (ft. Фаруко, Ники Минаж, 21 севиџ и Rvssian)                                                           | 2017 | 75 | 51 | —  | 25 | 20 | - PROMUSICAE: Platinum    | TrapXficante      |
| | 2017 | —  | 26 | —  | —  | 7  |                           | Non-album singles |
| (ft. Нати Наташа)                                                                                      | 2018 | —  | 25 | —  | —  | —  |                           | Non-album singles |
| (ft. Ди-џеј Лујан и Мамбо Кингс, Олмајти, Осуна и Висин)                                               | 2018 | —  | 22 | —  | —  | 20 |                           | Non-album singles |
| [ 36 ]                                                                                                 | 2018 | —  | 10 | 18 | —  | 1  | - PROMUSICAE: Gold        | Non-album singles |
| [ 38 ]                                                                                                 | 2018 | —  | 25 | —  | —  | 32 |                           | Non-album singles |
| (ft. Кеа, Дуки и Казу)                                                                                 | 2018 | —  | —  | —  | —  | 65 |                           | Non-album singles |
| (ft. Џеј Болвин, Револ, Аркангел и Де Ла Гето)                                                         | 2018 | 21 | —  | —  | —  | —  |                           | Non-album singles |
| [ 42 ]                                                                                                 | 2018 | —  | —  | —  | —  | —  |                           | Non-album singles |
| "—" означава да не постоји податак или да албум није издат у том подручју.                             |      |    |    |    |    |    |                           |                   |

#### Као сарадник
| Наслов                                                                                           | Година | Позиција | Позиција | Позиција | Позиција | Позиција | Позиција | Позиција | Позиција | Позиција | Сертификати                                                                               | Албум                |
| Наслов                                                                                           | Година | US       | US Latin | ARG      | COL      | FRA      | ITA      | MEX      | SPA      | SWI      | Сертификати                                                                               | Албум                |
| ------------------------------------------------------------------------------------------------ | ------ | -------- | -------- | -------- | -------- | -------- | -------- | -------- | -------- | -------- | ----------------------------------------------------------------------------------------- | -------------------- |
| (Ел Алфа Ел Хефе ft. Бед Бани)                                                                   | 2016   | —        | —        | —        | —        | —        | —        | —        | —        | —        |                                                                                           | Non-album singles    |
| (Марк Би ft. Бед Бани, Аркангел, Де Ла Гето и Ел Нене Ла Аменаса "Аменази")                      | 2016   | —        | —        | —        | —        | —        | —        | —        | —        | —        |                                                                                           | Non-album singles    |
| (Малума ft. Бед Бани, Аркангел, Де Ла Гето и Њенго Флоу)                                         | 2016   | —        | —        | —        | —        | —        | —        | —        | —        | —        |                                                                                           | Non-album singles    |
| (Јантони ft. Бед Бани и Бринтјаго)                                                               | 2017   | —        | —        | —        | —        | —        | —        | —        | —        | —        |                                                                                           | Non-album singles    |
| (Џастин Квалс ft. Бед Бани и Олмајти)                                                            | 2017   | —        | —        | —        | —        | —        | —        | —        | —        | —        |                                                                                           | Non-album singles    |
| (Џеј Болвин ft. Бед Бани)                                                                        | 2017   | —        | 14       | —        | 14       | —        | —        | —        | —        | —        |                                                                                           | Non-album singles    |
| (Џун ft. Бед Бани и Норијел)                                                                     | 2017   | —        | —        | —        | —        | —        | —        | —        | —        | —        |                                                                                           | Non-album singles    |
| (Нано ft. Тали и Бед Бани)                                                                       | 2017   | —        | —        | —        | —        | —        | —        | —        | —        | —        |                                                                                           | Non-album singles    |
| (Луиђи 21 Плус ft. Бед Бани, Њенго Флоу и Пушо)                                                  | 2017   | —        | —        | —        | —        | —        | —        | —        | —        | —        |                                                                                           | Non-album singles    |
| (Кевин Ролдан ft. Бед Бани)                                                                      | 2017   | —        | —        | —        | —        | —        | —        | —        | —        | —        |                                                                                           | Non-album singles    |
| (Њенго Флоу ft. Бед Бани)                                                                        | 2017   | —        | —        | —        | —        | —        | —        | —        | —        | —        |                                                                                           | Non-album singles    |
| (Алексис & Фидо ft. Бед Бани)                                                                    | 2017   | —        | —        | —        | —        | —        | —        | —        | —        | —        |                                                                                           | Non-album singles    |
| (Аркангел ft. Бед Бани)                                                                          | 2017   | —        | 28       | —        | —        | —        | —        | —        | —        | —        |                                                                                           | Non-album singles    |
| (Керол Џи ft. Бед Бани)                                                                          | 2017   | —        | 10       | —        | —        | —        | —        | —        | 22       | —        | - PROMUSICAE: Platinum                                                                    | Unstoppable          |
| (Месија ft. Тори Ланез and Бед Бани)                                                             | 2017   | —        | —        | —        | —        | —        | —        | —        | —        | —        |                                                                                           | Mi Tiempo            |
| (Беки Џи ft. Бед Бани)                                                                           | 2017   | 74       | 3        | 5        | 8        | —        | —        | 43       | 1        | —        | - RIAA: 11× Platinum (Latin) - CAPIF: Gold - AMPROFON: Platinum - PROMUSICAE: 4× Platinum |                      |
| (Јандел ft. Бед Бани)                                                                            | 2017   | —        | 29       | —        | 55       | —        | —        | —        | 26       | —        | - PROMUSICAE: Platinum                                                                    | Update               |
| (Хиголо & Ла Ексе ft. Бед Бани)                                                                  | 2017   | —        | —        | —        | —        | —        | —        | —        | —        | —        |                                                                                           | Non-album singles    |
| (Ел Нене Ла Аменаса "Аменази" ft. Бед Бани и Лито Кирино)                                        | 2017   | —        | —        | —        | —        | —        | —        | —        | —        | —        |                                                                                           | Non-album singles    |
| (ЕЗ ел Есета и Ди-џеј Лујан ft. Бед Бани, Брајант Мајерс и Фаруко)                               | 2017   | —        | —        | —        | —        | —        | —        | —        | —        | —        |                                                                                           | Non-album singles    |
| (Револ ft. Аркангел, Ники Џем, Осуна, Бед Бани, Фаруко, Висин, Коскуљуела, Њенго Флоу и Алексио) | 2017   | —        | —        | —        | —        | —        | —        | —        | —        | —        |                                                                                           | Non-album singles    |
| (Висин ft. Бед Бани и Тимбален)                                                                  | 2017   | —        | —        | —        | —        | —        | —        | —        | —        | —        |                                                                                           | Victory              |
| (Виктор Мануеље ft. Бед Бани)                                                                    | 2017   | —        | —        | —        | 32       | —        | —        | —        | —        | —        |                                                                                           | 25/7                 |
| (Енрике Иглесијас ft. Бед Бани)                                                                  | 2018   | 98       | 8        | 8        | 43       | 101      | 50       | 10       | 3        | 21       | - PROMUSICAE: Platinum                                                                    |                      |
| (Бени Бени и Пушо ft. Бед Бани, Деди Јенки, Пушо, Норијел, Фаруко и Мики Вудз)                   | 2018   | —        | —        | —        | —        | —        | —        | —        | —        | —        | —                                                                                         | Non-album singles    |
| (Алекс Сенсасион ft. Бед Бани)                                                                   | 2018   | —        | —        | —        | —        | —        | —        | —        | —        | —        | —                                                                                         | Non-album singles    |
| (Spiff TV ft. Ануел АА, Бед Бани и Фјучр)                                                        | 2018   | —        | —        | —        | —        | —        | —        | —        | —        | —        | —                                                                                         | The Union            |
| (Коскуљуела ft. Бед Бани)                                                                        | 2018   | —        | —        | —        | —        | —        | —        | —        | 14       | —        |                                                                                           |                      |
| (Норијел ft. Бед Бани и Аркангел)                                                                | 2018   | —        | —        | —        | —        | —        | —        | —        | —        | —        |                                                                                           | Trap Capos: Season 2 |
| (Карди Би ft. Бед Бани и Џеј Болвин)                                                             | 2018   | —        | —        | —        | —        | —        | —        | —        | —        | —        | - PROMUSICAE: Gold                                                                        | Invasion of Privacy  |
| (Мики Вудз ft. Бед Бани)                                                                         | 2018   | —        | —        | —        | —        | —        | —        | —        | —        | —        |                                                                                           | El OG                |
| (Нио Гарсија, Дарел и Каспер Махико ft. Бед Бани, Ники Џем и Осуна)                              | 2018   | 36       | 2        | —        | —        | —        | —        | —        | —        | —        | - PROMUSICAE: Platinum                                                                    | Non-album singles    |
| (Барбоса ft. Бед Бани и Брајант Мајерс)                                                          | 2018   | —        | —        | —        | —        | —        | —        | —        | —        | —        |                                                                                           | Non-album singles    |
| (Аркангел ft. Бед Бани)                                                                          | —      | —        | —        | —        | —        | —        | —        | —        | —        |          |                                                                                           | Non-album singles    |
| "—" означава да не постоји податак или да албум није издат у том подручју.                       |        |          |          |          |          |          |          |          |          |          |                                                                                           |                      |